# Galluner Kanal
Der  Galluner Kanal ist eine untergeordnete Wasserstraße im Land Brandenburg in Deutschland. Er verbindet auf einer Länge von vier Kilometern den Motzener See mit der Notte bei Mittenwalde.

## Geschichte
Der Ausbau des Galluner Fließes zum Kanal erfolgte in der Mitte des 19. Jahrhunderts. Seine wirtschaftliche Bedeutung bestand in erster Linie als Transportweg für die Steine der drei Ziegeleien aus Motzen und der fünf Ziegeleien aus Kallinchen über die kanalisierte Notte zur Dahme-Wasserstraße und damit nach Berlin.

## Wasserstraße
Die Tauchtiefe wird mit 0,90 Meter angegeben. Der Galluner Kanal ist ebenso wie der Motzener See für motorgetriebene Boote gesperrt.

## Kilometrierung
| km  | Koordinaten            | Name                                                                                |
| --- | ---------------------- | ----------------------------------------------------------------------------------- |
| 0,0 | 52,2577° N, 13,5356° O | Mittenwalde, Einfahrt in den Galluner Kanal aus dem Nottekanal bei km 9,2           |
| 0,1 | 52,2546° N, 13,5379° O | Mittenwalde, Eisenbahnbrücke Königs Wusterhausen – Zossen (Strecke ist stillgelegt) |
| 0,3 | 52,2552° N, 13,5375° O | Schleuse Gallun(? Mittenwalde?)                                                     |
| 1,2 | 52,2477° N, 13,5432° O | Fußgängerbrücke an der „Pachtwiese“                                                 |
| 2,6 | 52,2369° N, 13,5515° O | Gallun, Straßenbrücke der K7235                                                     |
| 4,0 | 52,2265° N, 13,5598° O | Einfahrt in den Motzener See                                                        |

## Kartenquellen zu den Koordinaten
- Mittenwalde / Meßtischblatt 3747 : Mittenwalde, 1941:    https://www.deutschefotothek.de/documents/obj/71053744
- Zossen / Bl. 318: Zossen, 1908